# Arvo Jantunen
Arvo Jantunen, né le 29 avril 1929 à Viipuri (Finlande, aujourd'hui Vyborg en Russie) et mort le 21 juillet 2018 à Tampere (Finlande), est un joueur et entraîneur de basket-ball, footballeur, handballeur et joueur de pesäpallo finlandais.

## Biographie
Avec l'équipe de Finlande de basket-ball, Arvo Jantunen participe à trois championnats d'Europe de basket-ball, en 1957, 1959 et 1961.